# Протозанов, Александр Константинович
Протозанов, Александр Константинович (15 августа 1914, Киев, Киевская губерния, Российская империя — 2 февраля 2006, Москва, Россия) — советский партийный и государственный деятель. Председатель Тюменского облисполкома (1960—1963), первый секретарь Тюменского промышленного обкома КПСС (1963—1964), первый секретарь Восточно-Казахстанского обкома КП Казахстана (1969−1983).

## Биография
Родился 2 (15) августа 1914 в Киеве.

### Образование
С 1933 по 1934 — слушатель рабочего факультета при Киевском индустриальном институте.
С 1934 по 1939 — учёба в Московском институте цветных металлов и золота имени М. И. Калинина (окончил в 1941).
С 1940 по 1941 и с 1943 по 1944 — слушатель Высшей партийной школы при ЦК ВКП(б).

### Трудовая деятельность
С 1939 по 1940 — секретарь Ленинского районного комитета ВЛКСМ Москвы.
В феврале 1941 г. — апреле 1943 г. — второй секретарь Ельцовского райкома ВКП(б) Алтайского края,
апрель 1943 г. — август 1943 г. — заведующий отделом горнорудной промышленности Алтайского крайкома ВКП(б),
сентябрь 1944 г. — февраль 1948 г. — заместитель заведующего организационно-инструкторским отделом ЦК КП(б)Б,
февраль 1948 г. — август 1948 г. — информатор Управления по проверке партийных органов ЦК ВКП(б),
август 1948 г. — апрель 1950 г. — инструктор отдела партийных, профсоюзных, комсомольских органов,
апрель 1950 г. — январь 1952 г. — заведующий сектором административного отдела ЦК ВКП(б),
январь 1952 г. — июнь 1957 г. — секретарь Удмуртского обкома КПСС,
январь 1958 г. — январь 1960 г. — секретарь Тюменского обкома КПСС,
январь 1960 г. — декабрь 1962 г. — председатель исполкома Тюменского областного Совета депутатов трудящихся,
январь 1963 г. — декабрь 1964 г. — первый секретарь Тюменского промышленного обкома КПСС,
декабрь 1964 г. — сентябрь 1969 г. — второй секретарь Тюменского обкома КПСС,
10 сентября 1969 г. — 19 декабря 1983 г. первый секретарь Восточно-Казахстанского обкома Компартии Казахстана.
5.3.1976 — 25.2.1986 кандидат в члены ЦК КПСС.
12.1983 на пенсии.
1984—1990 советник при СМ РСФСР.
1997 — консультант Научно-технического Совета по нефти и газу общественной организации «Западно-Сибирское землячество»
Похоронен в Москве на Кунцевском кладбище.

## Награды
Награждён многими правительственными наградами Родины, среди которых ордена Ленина, Октябрьской Революции, шесть орденов Трудового Красного Знамени.

## Память
В честь него названы улицы в Тюмени и в Усть-Каменогорск. А также одно из нефтяных месторождений на Уватском лицензионном участке Тюменской области: «Протозановское».